# Golondrina
|  | Aquest article tracta sobre l'embarcació turística. Vegeu-ne altres significats a «Golondrina (desambiguació)». |

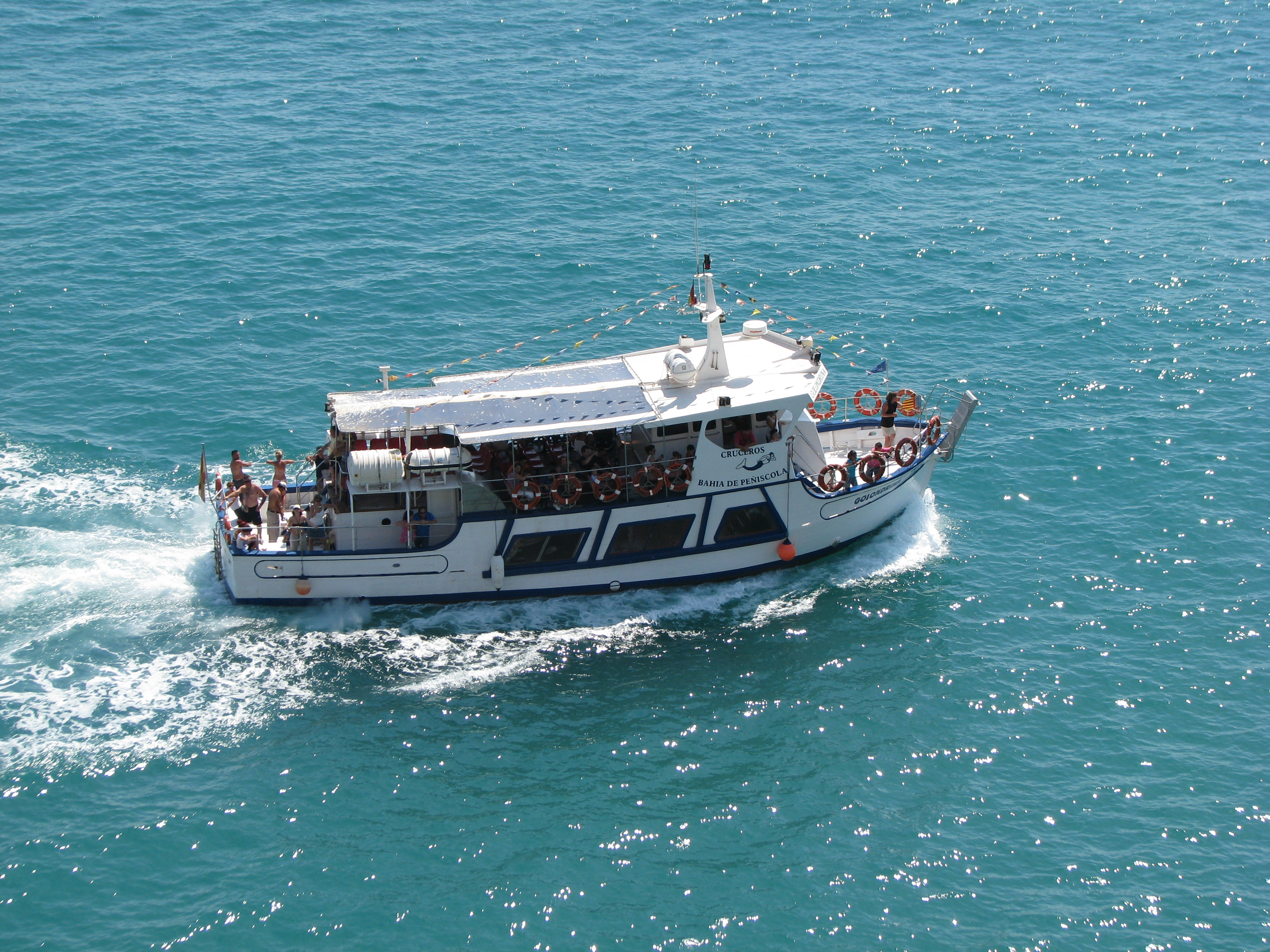
Golondrina al municipi valencià de Peníscola (Baix Maestrat).

Una golondrina és un tipus d'embarcació turística a motor. Pot tenir una o dues cobertes, i les versions més modernes, disposen d'una part inferior amb finestres per a observar el fons submarí. Acostumen a realitzar travesses de curt recorregut al voltant del port d'on surten.

## Las Golondrinasa Barcelona

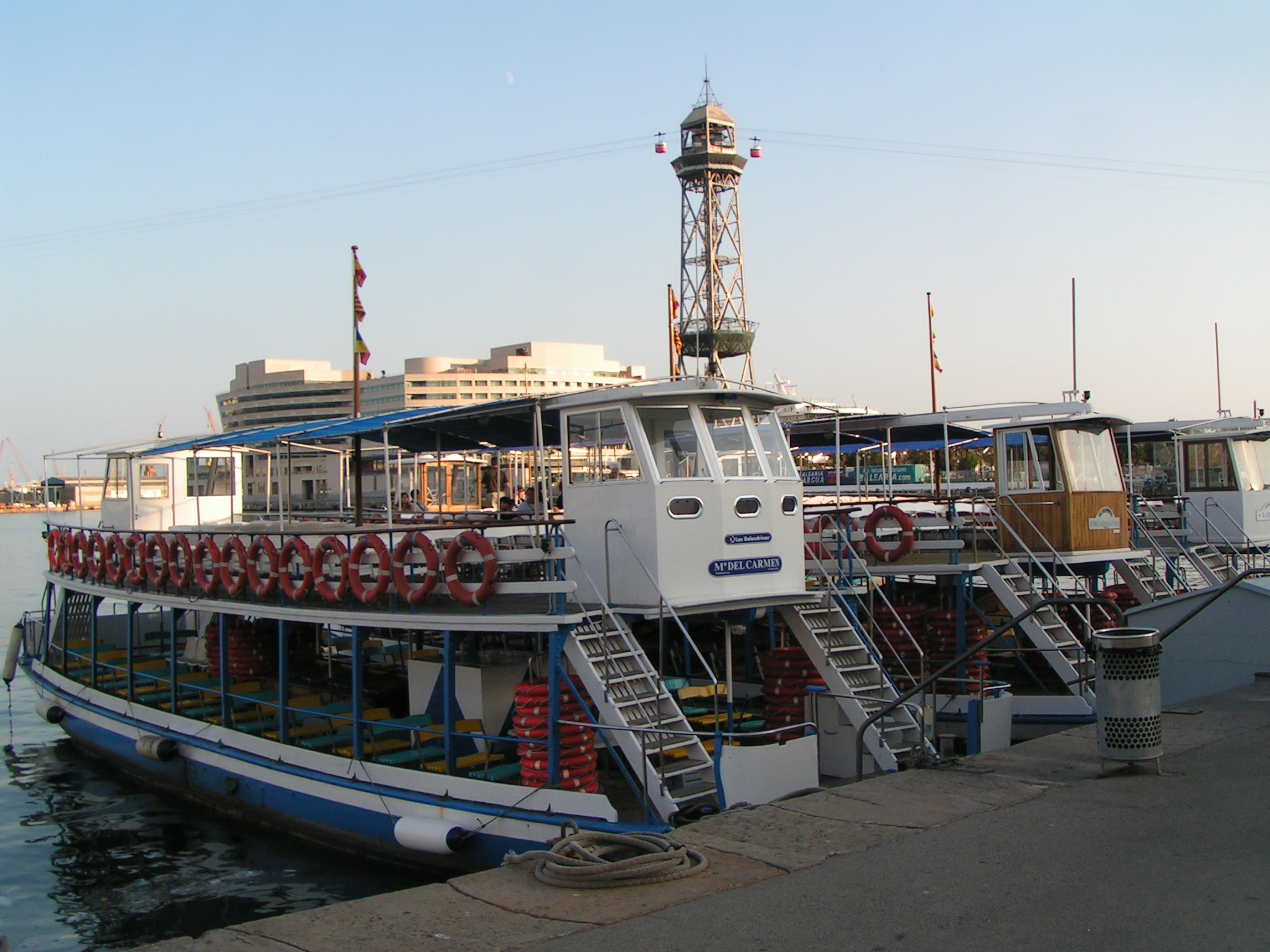
Golondrina de Barcelona

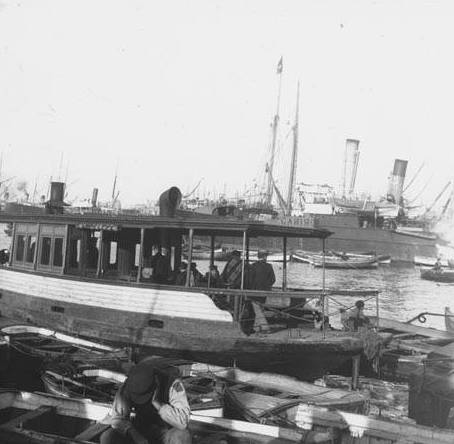
Golondrina al port de Barcelona l'any 1888

El transport turístic i de passatges en barca pel port de Barcelona el va iniciar l'indià Leopoldo Herrera Jue Descalón el 1884, amb el trajecte fins als banys de Sant Sebastià, a la Barceloneta, des del portal de la Pau, quatre anys abans que s'hi construís el monument a Colom. Las golondrinas és el nom de la companyia (propietat de Feliciana Goñi) que comprà aquests vapors de passatgers i la seva concessió coincidint amb la primera Exposició Universal a la ciutat.
El 1955 es va deixar de fer el trajecte fins als banys de Sant Sebastià, i va quedar només el trajecte fins a l'escullera. Des del 1993, a més, una altra línia fa el recorregut fins al Port Olímpic.
Durant la història de les Golondrines hi ha hagut dos accidents remarcables: el 1922 un vaixell de la Tabacalera va xocar amb una golondrina, amb el resultat de deu morts i molts ferits, i el 2001 un catamarà de la Companyia Transmediterrània envestí la Golondina que feia el trajecte fins al Port Olímpic, amb tres ferits lleus.